# 中國生物製藥
中國生物製藥有限公司（英語：Sino Biopharmaceutical Limited，港交所：1177），是中國北京一家製藥公司。於2000年由泰國正大集團分拆一家主要核心業務。主要生產大容量注射劑、大容量注射劑(非PVC)、小容量注射劑、片劑、胶囊、颗粒劑、散劑等藥物。於香港交易所上市。總部位於北京朝陽區建國門外大街永安東里甲3号 通用國際中心1号樓A座31層。
中國生物製藥於2000年9月29日曾在香港創業板上市（當時上市編號：8027），其後在2003年12月8日轉去主板上市。
2019年3月4日中生製藥附屬公司南京正大天晴製藥有限公司和美國AbproTherapeutics公司達成了一項價值最高達40億美元的交易，雙方將利用Abpro公司專有的抗體發現平台DiversImmune開發多種創新雙特異性抗體療法
2019年9月4日，中生製藥公布，附屬正大天晴自主研發的抗腫瘤藥「鹽酸安羅替尼膠囊」(藥名「福可維」)獲中國國家藥品監督管理局頒發藥品註冊批件，批准新增適應症「三線治療小細胞肺癌」。這是鹽酸安羅替尼膠囊繼2018年獲批用於治療晚期非小細胞肺癌、2019年6月獲批用於治療軟組織肉瘤後，獲批准的第三個適應症。（页面存档备份，存于）
中生製藥指，旗下南京正大與奧克特砝碼訂立經銷協議。據此，南京正大成為奧克特砝碼人血白蛋白產品在中國的獨家經銷商，初步為期3年。
2020年11月4日，中生製藥公布，抗菌藥「鹽酸莫西沙星氯化鈉注射液」獲中國國家藥監局頒發藥品補充申請批准通知書，通過了仿製藥質量和療效一致性評價。